# Patrice Evra

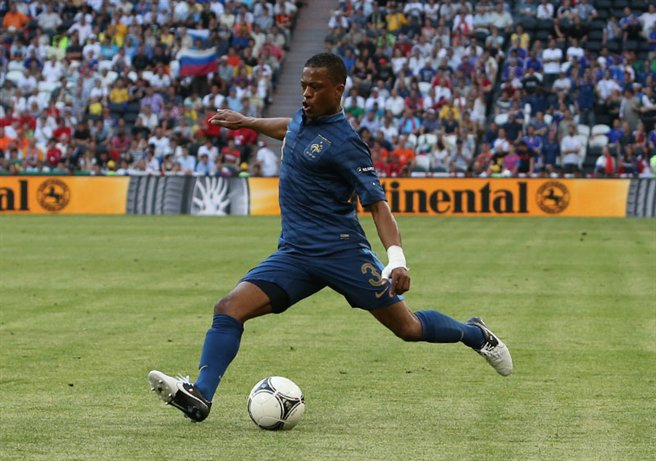
Evra op het Europees kampioenschap in 2012 tegen Engeland (1–1)

Patrice Latyr Evra (Dakar, 15 mei 1981) is een in Senegal geboren Frans voormalig betaald voetballer die doorgaans links in de verdediging speelde. Hij kwam van 1998 tot en met 2018 uit voor onder meer OGC Nice, AS Monaco, Manchester United, Juventus, Olympique Marseille en West Ham United. Evra was van 2004 tot en met 2016 international in het Frans voetbalelftal, waarvoor hij 81 interlands speelde.

## Clubcarrière
Als zoon van een Senegalese diplomaat kwam Evra op zesjarige leeftijd naar Europa. Na korte tijd in Brussel geleefd te hebben, groeide hij op in Les Ulis, waar hij een nieuwe vriendschap maakte met Thierry Henry. Na enkele jaren in de lagere divisies van Italië gespeeld te hebben, keerde Evra terug naar Frankrijk om voor OGC Nice uit te komen. Daar werd Evra in 2002 weggeplukt door AS Monaco, waarmee hij in 2003 de Coupe de la Ligue won en in 2004 de finale van de UEFA Champions League 2003/04 speelde (3–0 verlies tegen FC Porto). Op 10 januari 2006 tekende hij een contract voor drieënhalf jaar bij Manchester United. Hij maakte zijn debuut op 14 januari 2006 in de met 3–1 verloren derby tegen Manchester City FC. Evra speelde de eerste helft en werd na rust bij een 2–0 achterstand vervangen door de Engelsman Alan Smith.
Evra won met Manchester United in 2007, 2008, 2009, 2011 en 2013 het Engels landskampioenschap, de UEFA Champions League 2007/08, in 2006, 2009 en 2010 de League Cup en in 2008 en 2010 het FA Community Shield. In alle competities tezamen speelde Evra voor United in negen seizoenen 379 wedstrijden, waarin hij tien doelpunten maakte en veertig assists gaf.
In juli 2014 tekende Evra een contract bij Juventus FC, dat het seizoen 2014/15 inging als titelverdediger. Evra speelde zijn eerste wedstrijd in de Serie A op 13 september 2014 in de thuiswedstrijd tegen Udinese (2–0 overwinning). Drie dagen later startte hij in het groepsduel van de UEFA Champions League 2014/15 tegen Malmö FF, dat met 2–0 werd gewonnen. Evra miste in oktober en november 2014 enkele wedstrijden door een hamstringblessure; op 30 november keerde hij terug in het elftal van Juventus. Zijn eerste en enige doelpunt van het seizoen 2014/15 maakte hij in de competitie, in het thuisduel tegen UC Sampdoria (1–1): na twaalf minuten kopte hij raak na een hoekschop van Claudio Marchisio. Evra speelde in de Champions League tien wedstrijden. Op 6 juni 2015 verloor hij met Juventus de finale van FC Barcelona met 1–3. Eén minuut voor het einde van de reguliere speeltijd liet hij zich geblesseerd vervangen door Kingsley Coman. Nadat Evra in het seizoen 2015/16 voor het tweede jaar op rij zowel het landskampioenschap als de nationale beker won met Juventus, verlengde hij in juni 2016 zijn contract tot medio 2017. In deze verbintenis werd een optie voor nog een seizoen opgenomen.
Evra liet Juventus in januari 2017 na 2,5 seizoen achter zich om terug te keren naar zijn thuisland. Hij tekende op 25 januari 2017 een contract tot medio 2018 bij Olympique Marseille. Daar werd hij in november 2017 voor onbepaalde tijd geschorst nadat hij voor de Europa League-wedstrijd tegen Vitória SC een toeschouwer een karatetrap gaf. Op 10 november maakte de UEFA bekend Evra tot 30 juni 2018 te schorsen voor UEFA-competities en een boete van 10.000 Zwitserse Frank op te leggen. Olympique Marseille maakte bekend dat de arbeidsovereenkomst van Evra ontbonden is.
In februari 2018 tekende Evra een contract tot het einde van het seizoen bij West Ham United. In juli 2018 mocht hij weer vertrekken. Hierna vond hij geen nieuwe club meer. Op 29 juli 2019 maakte hij bekend dat zijn spelersloopbaan voorbij is.

## Clubstatistieken
| Seizoen | Club                | Competitie     | Wedstrijden | Doelpunten |
| ------- | ------------------- | -------------- | ----------- | ---------- |
| 1998/99 | SC Marsala          | Serie C        | 24          | 4          |
| 1999/00 | AC Monza            | Serie B        | 3           | 0          |
| 2000/01 | OGC Nice            | Ligue 2        | 5           | 0          |
| 2001/02 | OGC Nice            | Ligue 2        | 35          | 1          |
| 2002/03 | AS Monaco           | Ligue 1        | 36          | 1          |
| 2003/04 | AS Monaco           | Ligue 1        | 33          | 0          |
| 2004/05 | AS Monaco           | Ligue 1        | 36          | 0          |
| 2005/06 | AS Monaco           | Ligue 1        | 15          | 0          |
| 2005/06 | Manchester United   | Premier League | 11          | 0          |
| 2006/07 | Manchester United   | Premier League | 24          | 1          |
| 2007/08 | Manchester United   | Premier League | 33          | 0          |
| 2008/09 | Manchester United   | Premier League | 28          | 0          |
| 2009/10 | Manchester United   | Premier League | 38          | 0          |
| 2010/11 | Manchester United   | Premier League | 34          | 1          |
| 2011/12 | Manchester United   | Premier League | 37          | 0          |
| 2012/13 | Manchester United   | Premier League | 34          | 4          |
| 2013/14 | Manchester United   | Premier League | 33          | 1          |
| 2014/15 | Juventus            | Serie A        | 21          | 1          |
| 2015/16 | Juventus            | Serie A        | 26          | 2          |
| 2016/17 | Juventus            | Serie A        | 6           | 0          |
| 2016/17 | Olympique Marseille | Ligue 1        | 11          | 1          |
| 2017/18 | Olympique Marseille | Ligue 1        | 4           | 0          |
| 2017/18 | West Ham United     | Premier League | 5           | 0          |
| Totaal  | Totaal              | Totaal         | 533         | 17         |

## Interlandcarrière
Patrice Evra maakte zijn debuut in het Frans voetbalelftal onder toenmalig bondscoach Raymond Domenech op 18 augustus 2004 in een vriendschappelijke interland tegen het voetbalelftal van Bosnië en Herzegovina (1–1 gelijkspel). Hij speelde de eerste helft, waarna Robert Pirès hem verving. Evra speelde tussen 2004 en 2008 vrijwel geen interlands, omdat Domenech Éric Abidal boven hem verkoos en de voorkeur gaf aan Mikaël Silvestre als reservespeler. Het wereldkampioenschap voetbal 2006 in Duitsland ging derhalve aan Evra voorbij. In mei 2008 werd hij wel opgenomen in de Franse selectie voor het Europees kampioenschap voetbal 2008, nadat hij in 2007 drie interlands had gespeeld. Op het toernooi kwam hij niet in actie in de eerste groepswedstrijd tegen Roemenië (0–0) en kreeg Abidal opnieuw de voorkeur; na zijn optreden in het duel kreeg Abidal kritiek te verwerken en bondscoach Domenech besloot hem uit het basiselftal voor de tweede groepswedstrijd te laten. Evra kreeg nu de voorkeur en startte in die wedstrijd tegen Nederland. Hij speelde het volledige duel, dat met 1–4 werd verloren. Ook in de laatste en beslissende wedstrijd tegen het Italiaans voetbalelftal startte Evra in het basiselftal. Opnieuw verloor Frankrijk en was daardoor uitgeschakeld. Met het verloren EK begon Evra's periode als vaste waarde in de verdediging van het Frans nationaal elftal. Verdediger Lilian Thuram nam afscheid van het nationaal elftal na het toernooi, waarna Domenech hem in de centrale verdediging verving door Abidal, die zodoende ruimte openliet voor Evra op de positie van linksback.
In 2008 en 2009 speelde Evra mee in tien van de twaalf wedstrijden in het kwalificatietoernooi voor het wereldkampioenschap voetbal 2010, waaronder de play-offduels tegen Ierland in november 2009. Op 26 mei 2010 speelde Frankrijk een oefeninterland tegen Costa Rica (2–1 winst); het was Evra's eerste interland als aanvoerder van het Frans elftal. Ook in de twee daaropvolgende oefenwedstrijden en twee van de drie groepsduels op het WK droeg hij de aanvoerdersband. De eerste wedstrijd tegen Uruguay eindigde in een doelpuntloos gelijkspel en het volgende duel tegen Mexico werd onder leiding van Evra met 2–0 verloren. Er ontstond rond het Frans voetbalelftal een rel, nadat Nicolas Anelka door bondscoach Domenech werd verbannen; Evra leidde vervolgens een protest en boycot van enkele Franse internationals, waarna Domenech hem de aanvoerdersband ontnam en hem degradeerde tot een plaats op de reservebank. De Franse voetbalbond legde Evra vervolgens een schorsing voor vijf interlands op, omdat hij zijn medespelers zou hebben aangezet tot een staking. Evra tekende protest aan, maar dat werd afgewezen. Op 17 maart 2011 werd hij voor het eerst sinds het WK weer opgeroepen voor een interland door de nieuwe bondscoach, Laurent Blanc. Hij speelde mee in de EK-kwalificatiewedstrijd tegen Luxemburg (0–2 winst). In het EK-kwalificatietoernooi kwam Evra vijfmaal in actie en in mei 2012 werd hij opgenomen in de selectie voor het toernooi, waarop hij alleen de groepswedstrijd tegen Engeland (1–1) meespeelde. In het volgende kwalificatietoernooi voor het wereldkampioenschap voetbal 2014 speelde Evra acht interlands, waaronder beide play-offwedstrijden in november 2013 tegen het Oekraïens voetbalelftal. Nadat Frankrijk in de uitwedstrijd met 2–0 verloor, werd thuis met 3–0 gewonnen en daarmee een plaats op het WK veiliggesteld. Bondscoach Didier Deschamps nam Evra op in de toernooiselectie en gebruikte hem als basisspeler in de drie voorbereidende oefeninterlands en vier wedstrijden op het wereldkampioenschap, waaronder de van latere kampioen Duitsland verloren kwartfinale (0–1). In 2014 en 2015 speelde Evra met Frankrijk uitsluitend vriendschappelijke interlands ter voorbereiding op het Europees kampioenschap voetbal 2016, daar Frankrijk als gastland zich niet hoefde te kwalificeren. Bondscoach Didier Deschamps nam Evra op 12 mei 2016 op in de Franse selectie voor het EK 2016, in eigen land. Hierop bereikten zijn ploeggenoten en hij de finale, die ze met 0–1 verloren van Portugal.
| Interlands van Patrice Evra voor Frankrijk | Interlands van Patrice Evra voor Frankrijk | Interlands van Patrice Evra voor Frankrijk | Interlands van Patrice Evra voor Frankrijk | Interlands van Patrice Evra voor Frankrijk | Interlands van Patrice Evra voor Frankrijk | Interlands van Patrice Evra voor Frankrijk |
| №                                          | Datum                                      | Wedstrijd                                  | Uitslag                                    | Competitie                                 | Goals                                      |                                            |
| Als speler bij AS Monaco                   | Als speler bij AS Monaco                   | Als speler bij AS Monaco                   | Als speler bij AS Monaco                   | Als speler bij AS Monaco                   | Als speler bij AS Monaco                   | Als speler bij AS Monaco                   |
| ------------------------------------------ | ------------------------------------------ | ------------------------------------------ | ------------------------------------------ | ------------------------------------------ | ------------------------------------------ | ------------------------------------------ |
| 1                                          | 18 augustus 2004                           | Frankrijk – Bosnië en Herzegovina          | 1 – 1                                      | Vriendschappelijk                          |                                            |                                            |
| 2                                          | 4 september 2004                           | Frankrijk – Israël                         | 0 – 0                                      | Kwalificatie WK 2006                       |                                            |                                            |
| 3                                          | 8 september 2004                           | Faeröer – Frankrijk                        | 0 – 2                                      | Kwalificatie WK 2006                       |                                            |                                            |
| 4                                          | 13 oktober 2004                            | Cyprus – Frankrijk                         | 0 – 2                                      | Kwalificatie WK 2006                       |                                            |                                            |
| 5                                          | 17 november 2004                           | Frankrijk – Polen                          | 0 – 0                                      | Vriendschappelijk                          |                                            |                                            |
| Als speler bij Manchester United           |                                            |                                            |                                            |                                            |                                            |                                            |
| 6                                          | 15 november 2006                           | Frankrijk – Griekenland                    | 1 – 0                                      | Vriendschappelijk                          |                                            |                                            |
| 7                                          | 22 augustus 2007                           | Slowakije – Frankrijk                      | 0 – 1                                      | Vriendschappelijk                          |                                            |                                            |
| 8                                          | 13 oktober 2007                            | Faeröer – Frankrijk                        | 0 – 6                                      | Kwalificatie EK 2008                       |                                            |                                            |
| 9                                          | 16 november 2007                           | Frankrijk – Marokko                        | 2 – 0                                      | Vriendschappelijk                          |                                            |                                            |
| 10                                         | 27 mei 2008                                | Frankrijk – Ecuador                        | 2 – 0                                      | Vriendschappelijk                          |                                            |                                            |
| 11                                         | 31 mei 2008                                | Frankrijk – Paraguay                       | 0 – 0                                      | Vriendschappelijk                          |                                            |                                            |
| 12                                         | 13 juni 2008                               | Frankrijk – Nederland                      | 1 – 4                                      | EK 2008                                    |                                            |                                            |
| 13                                         | 17 juni 2008                               | Frankrijk – Italië                         | 0 – 2                                      | EK 2008                                    |                                            |                                            |
| 14                                         | 20 augustus 2008                           | Zweden – Frankrijk                         | 2 – 3                                      | Vriendschappelijk                          |                                            |                                            |
| 15                                         | 6 september 2008                           | Oostenrijk – Frankrijk                     | 3 – 1                                      | Kwalificatie WK 2010                       |                                            |                                            |
| 16                                         | 11 oktober 2008                            | Roemenië – Frankrijk                       | 2 – 2                                      | Kwalificatie WK 2010                       |                                            |                                            |
| 17                                         | 19 november 2008                           | Frankrijk – Uruguay                        | 0 – 0                                      | Vriendschappelijk                          |                                            |                                            |
| 18                                         | 28 maart 2009                              | Litouwen – Frankrijk                       | 0 – 1                                      | Kwalificatie WK 2010                       |                                            |                                            |
| 19                                         | 1 april 2009                               | Frankrijk – Litouwen                       | 1 – 0                                      | Kwalificatie WK 2010                       |                                            |                                            |
| 20                                         | 2 juni 2009                                | Frankrijk – Nigeria                        | 0 – 1                                      | Vriendschappelijk                          |                                            |                                            |
| 21                                         | 12 augustus 2009                           | Faeröer – Frankrijk                        | 0 – 1                                      | Kwalificatie WK 2010                       |                                            |                                            |
| 22                                         | 5 september 2009                           | Frankrijk – Roemenië                       | 1 – 1                                      | Kwalificatie WK 2010                       |                                            |                                            |
| 23                                         | 9 september 2009                           | Servië – Frankrijk                         | 1 – 1                                      | Kwalificatie WK 2010                       |                                            |                                            |
| 24                                         | 10 oktober 2009                            | Frankrijk – Faeröer                        | 5 – 0                                      | Kwalificatie WK 2010                       |                                            |                                            |
| 25                                         | 14 november 2009                           | Ierland – Frankrijk                        | 0 – 1                                      | Kwalificatie WK 2010                       |                                            |                                            |
| 26                                         | 18 november 2009                           | Frankrijk – Ierland                        | 1 – 1                                      | Kwalificatie WK 2010                       |                                            |                                            |
| 27                                         | 3 maart 2010                               | Frankrijk – Spanje                         | 0 – 2                                      | Vriendschappelijk                          |                                            |                                            |
| 28                                         | 26 mei 2010                                | Frankrijk – Costa Rica                     | 2 – 1                                      | Vriendschappelijk                          |                                            |                                            |
| 29                                         | 30 mei 2010                                | Tunesië – Frankrijk                        | 1 – 1                                      | Vriendschappelijk                          |                                            |                                            |
| 30                                         | 4 juni 2010                                | Frankrijk – China                          | 0 – 1                                      | Vriendschappelijk                          |                                            |                                            |
| 31                                         | 11 juni 2010                               | Uruguay – Frankrijk                        | 0 – 0                                      | WK 2010                                    |                                            |                                            |
| 32                                         | 17 juni 2010                               | Mexico – Frankrijk                         | 2 – 0                                      | WK 2010                                    |                                            |                                            |
| 33                                         | 25 maart 2011                              | Luxemburg – Frankrijk                      | 0 – 2                                      | Kwalificatie EK 2012                       |                                            |                                            |
| 34                                         | 6 juni 2011                                | Oekraïne – Frankrijk                       | 1 – 4                                      | Vriendschappelijk                          |                                            |                                            |
| 35                                         | 9 juni 2011                                | Polen – Frankrijk                          | 0 – 1                                      | Vriendschappelijk                          |                                            |                                            |
| 36                                         | 2 september 2011                           | Albanië – Frankrijk                        | 1 – 2                                      | Kwalificatie EK 2012                       |                                            |                                            |
| 37                                         | 6 september 2011                           | Roemenië – Frankrijk                       | 0 – 0                                      | Kwalificatie EK 2012                       |                                            |                                            |
| 38                                         | 7 oktober 2011                             | Frankrijk – Albanië                        | 3 – 0                                      | Kwalificatie EK 2012                       |                                            |                                            |
| 39                                         | 11 oktober 2011                            | Frankrijk – Bosnië en Herzegovina          | 1 – 1                                      | Kwalificatie EK 2012                       |                                            |                                            |
| 40                                         | 27 mei 2012                                | Frankrijk – IJsland                        | 3 – 2                                      | Vriendschappelijk                          |                                            |                                            |
| 41                                         | 5 juni 2012                                | Frankrijk – Estland                        | 4 – 0                                      | Vriendschappelijk                          |                                            |                                            |
| 42                                         | 11 juni 2012                               | Engeland – Frankrijk                       | 1 – 1                                      | EK 2012                                    |                                            |                                            |
| 43                                         | 15 augustus 2012                           | Frankrijk – Uruguay                        | 0 – 0                                      | Vriendschappelijk                          |                                            |                                            |
| 44                                         | 7 september 2012                           | Finland – Frankrijk                        | 0 – 1                                      | Kwalificatie WK 2014                       |                                            |                                            |
| 45                                         | 11 september 2012                          | Frankrijk – Wit-Rusland                    | 3 – 1                                      | Kwalificatie WK 2014                       |                                            |                                            |
| 46                                         | 16 oktober 2012                            | Spanje – Frankrijk                         | 1 – 1                                      | Kwalificatie WK 2014                       |                                            |                                            |
| 47                                         | 14 november 2012                           | Italië – Frankrijk                         | 1 – 2                                      | Vriendschappelijk                          |                                            |                                            |
| 48                                         | 6 februari 2013                            | Frankrijk – Duitsland                      | 1 – 2                                      | Vriendschappelijk                          |                                            |                                            |
| 49                                         | 26 maart 2013                              | Frankrijk – Spanje                         | 0 – 1                                      | Kwalificatie WK 2014                       |                                            |                                            |
| 50                                         | 6 september 2013                           | Georgië – Frankrijk                        | 0 – 0                                      | Kwalificatie WK 2014                       |                                            |                                            |
| 51                                         | 11 oktober 2013                            | Frankrijk – Australië                      | 6 – 0                                      | Vriendschappelijk                          |                                            |                                            |
| 52                                         | 15 oktober 2013                            | Frankrijk – Finland                        | 3 – 0                                      | Kwalificatie WK 2014                       |                                            |                                            |
| 53                                         | 15 november 2013                           | Oekraïne – Frankrijk                       | 2 – 0                                      | Kwalificatie WK 2014                       |                                            |                                            |
| 54                                         | 19 november 2013                           | Frankrijk – Oekraïne                       | 3 – 0                                      | Kwalificatie WK 2014                       |                                            |                                            |
| 55                                         | 5 maart 2014                               | Frankrijk – Nederland                      | 2 – 0                                      | Vriendschappelijk                          |                                            |                                            |
| 56                                         | 27 mei 2014                                | Frankrijk – Noorwegen                      | 4 – 0                                      | Vriendschappelijk                          |                                            |                                            |
| 57                                         | 1 juni 2014                                | Frankrijk – Paraguay                       | 1 – 1                                      | Vriendschappelijk                          |                                            |                                            |
| 58                                         | 8 juni 2014                                | Frankrijk – Jamaica                        | 8 – 0                                      | Vriendschappelijk                          |                                            |                                            |
| 59                                         | 15 juni 2014                               | Honduras – Frankrijk                       | 0 – 3                                      | WK 2014                                    |                                            |                                            |
| 60                                         | 20 juni 2014                               | Frankrijk – Zwitserland                    | 5 – 2                                      | WK 2014                                    |                                            |                                            |
| 61                                         | 30 juni 2014                               | Nigeria – Frankrijk                        | 0 – 2                                      | WK 2014                                    |                                            |                                            |
| 62                                         | 4 juli 2014                                | Frankrijk – Duitsland                      | 0 – 1                                      | WK 2014                                    |                                            |                                            |
| Als speler bij Juventus FC                 |                                            |                                            |                                            |                                            |                                            |                                            |
| 63                                         | 4 september 2014                           | Frankrijk – Spanje                         | 1 – 0                                      | Vriendschappelijk                          |                                            |                                            |
| 64                                         | 11 oktober 2014                            | Frankrijk – Portugal                       | 2 – 1                                      | Vriendschappelijk                          |                                            |                                            |
| 65                                         | 26 maart 2015                              | Frankrijk – Brazilië                       | 1 – 3                                      | Vriendschappelijk                          |                                            |                                            |
| 66                                         | 13 juni 2015                               | Albanië – Frankrijk                        | 1 – 0                                      | Vriendschappelijk                          |                                            |                                            |
| 67                                         | 4 september 2015                           | Portugal – Frankrijk                       | 0 – 1                                      | Vriendschappelijk                          |                                            |                                            |
| 68                                         | 8 oktober 2015                             | Frankrijk – Armenië                        | 4 – 0                                      | Vriendschappelijk                          |                                            |                                            |
| 69                                         | 13 november 2015                           | Frankrijk – Duitsland                      | 2 – 0                                      | Vriendschappelijk                          |                                            |                                            |
| 70                                         | 25 maart 2016                              | Nederland – Frankrijk                      | 2 – 3                                      | Vriendschappelijk                          |                                            |                                            |
| 71                                         | 29 maart 2016                              | Frankrijk – Rusland                        | 4 – 2                                      | Vriendschappelijk                          |                                            |                                            |
| 72                                         | 30 mei 2016                                | Frankrijk – Kameroen                       | 3 – 2                                      | Vriendschappelijk                          |                                            |                                            |
| 73                                         | 4 juni 2016                                | Frankrijk – Schotland                      | 3 – 0                                      | Vriendschappelijk                          |                                            |                                            |
| 74                                         | 10 juni 2016                               | Frankrijk – Roemenië                       | 2 – 1                                      | EK 2016                                    |                                            |                                            |
| 75                                         | 15 juni 2016                               | Frankrijk – Albanië                        | 2 – 0                                      | EK 2016                                    |                                            |                                            |
| 76                                         | 19 juni 2016                               | Zwitserland – Frankrijk                    | 0 – 0                                      | EK 2016                                    |                                            |                                            |
| 77                                         | 26 juni 2016                               | Frankrijk – Ierland                        | 2 – 1                                      | EK 2016                                    |                                            |                                            |
| 78                                         | 3 juli 2016                                | Frankrijk – IJsland                        | 5 – 2                                      | EK 2016                                    |                                            |                                            |
| 79                                         | 7 juli 2016                                | Duitsland – Frankrijk                      | 0 – 2                                      | EK 2016                                    |                                            |                                            |
| 80                                         | 11 juli 2016                               | Portugal – Frankrijk                       | 1 – 0 (n.v.)                               | EK 2016                                    |                                            |                                            |
| 81                                         | 11 november 2016                           | Frankrijk – Zweden                         | 2 – 1                                      | Kwalificatie WK 2018                       |                                            |                                            |

## Erelijst
| Competitie            |           |                                             |           |           |
| Competitie            | Aantal    | Jaren                                       |           |           |
| AS Monaco             | AS Monaco | AS Monaco                                   | AS Monaco | AS Monaco |
| --------------------- | --------- | ------------------------------------------- | --------- | --------- |
| Coupe de la Ligue     | 1x        | 2002/03                                     |           |           |
| Manchester United     |           |                                             |           |           |
| UEFA Champions League | 1x        | 2007/08                                     |           |           |
| FIFA Club World Cup   | 1x        | 2008                                        |           |           |
| Premier League        | 5x        | 2006/07, 2007/08, 2008/09, 2010/11, 2012/13 |           |           |
| Football League Cup   | 3x        | 2005/06, 2008/09, 2009/10                   |           |           |
| FA Community Shield   | 4x        | 2007, 2008, 2011, 2013                      |           |           |
| Juventus              |           |                                             |           |           |
| Serie A               | 2x        | 2014/15, 2015/16                            |           |           |
| Coppa Italia          | 2x        | 2014/15, 2015/16                            |           |           |
| Supercoppa Italiana   | 1x        | 2015                                        |           |           |